# 夏延山綜合設施

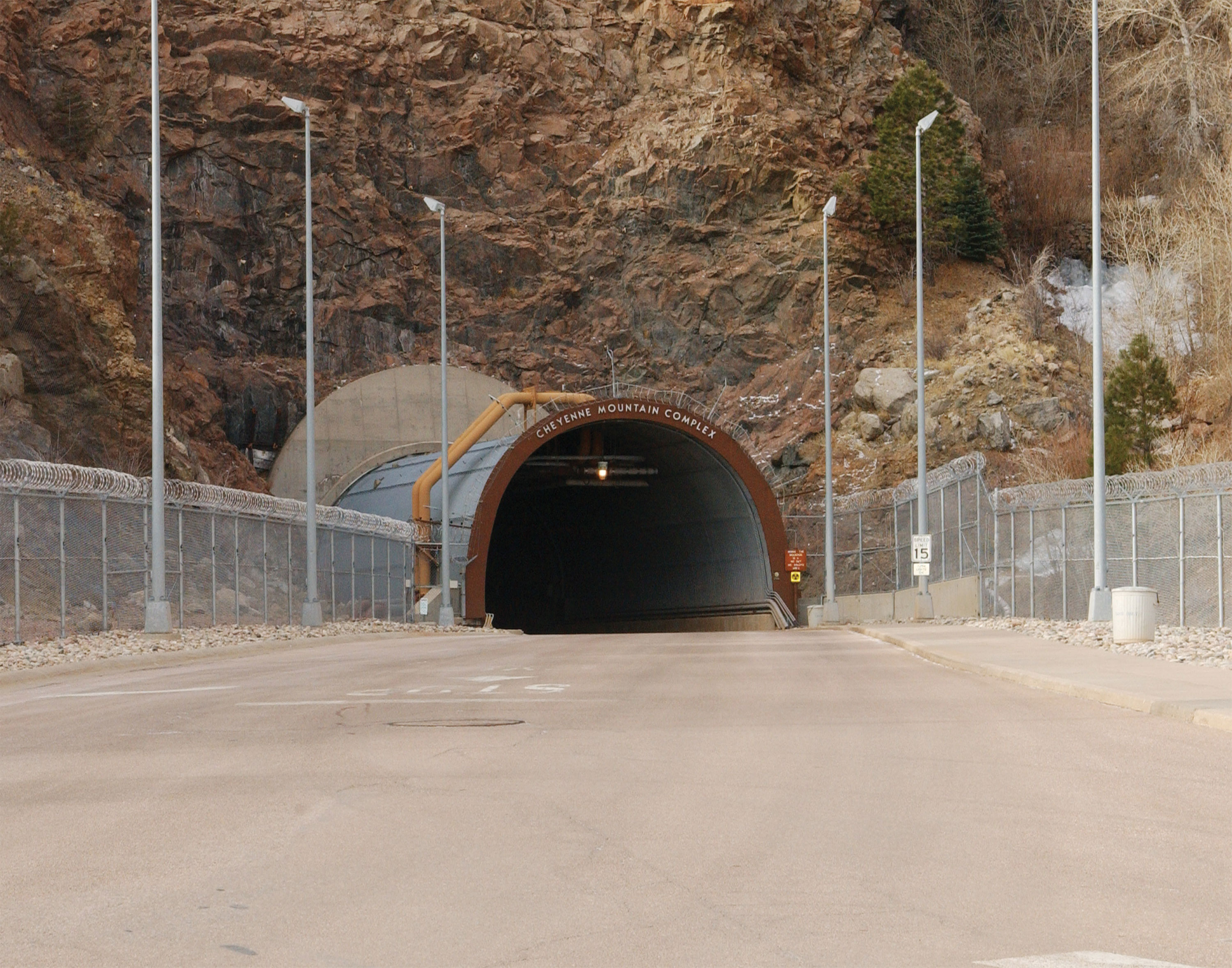
碉堡入口

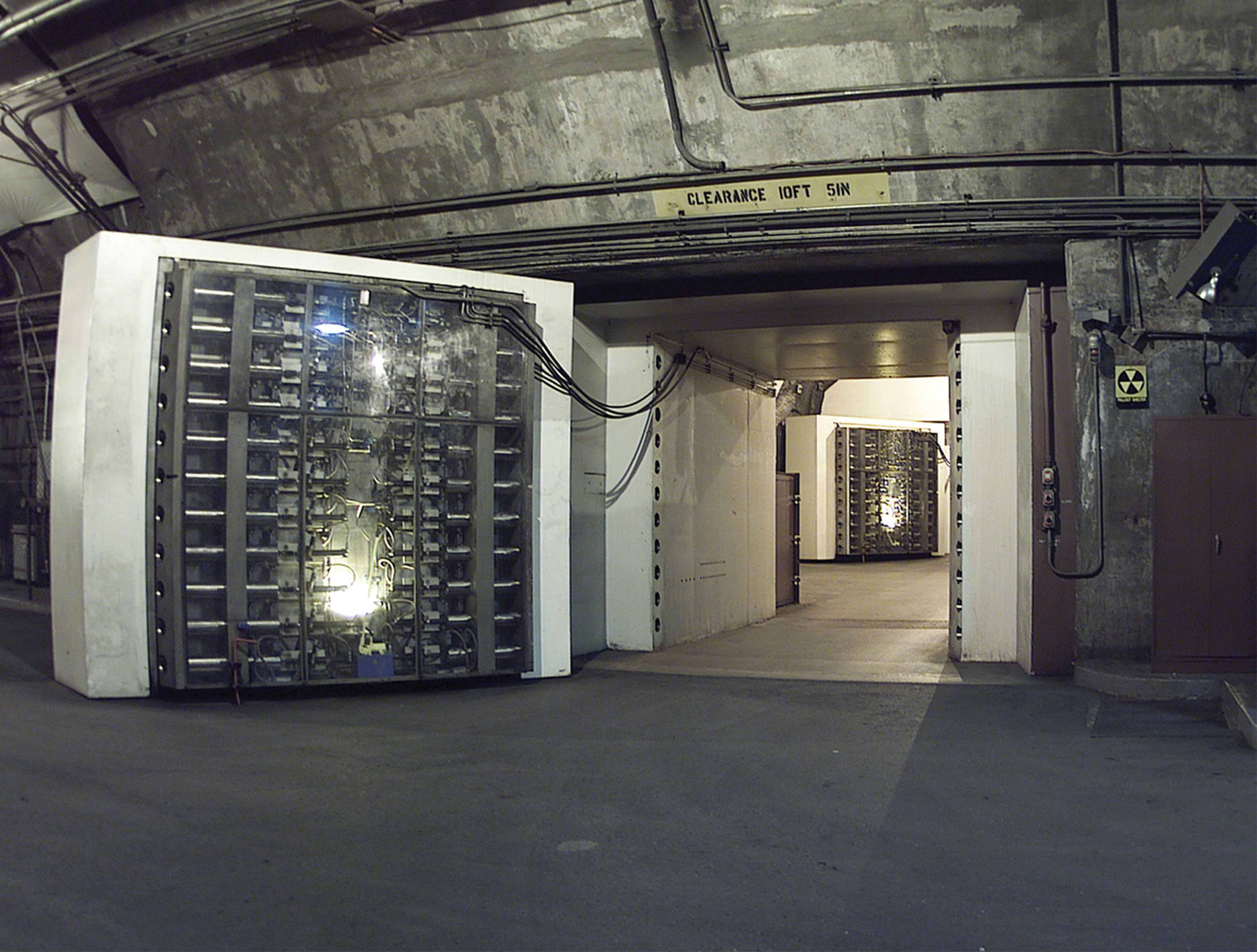
25噸防爆門，進入內部需通過數道這種門。

夏延山綜合設施（英語：Cheyenne Mountain Complex），又稱為夏延山核戰碉堡（Cheyenne Mountain nuclear bunker），是位於美國科羅拉多州都市科羅拉多泉的軍事設施及防核碉堡，以其所在地夏延山得名。1961年5月18日動工，1965年1月20日開始啟用，1966年2月8日正式完工。其由北美防空司令部使用，主要功能為確保在高強度核戰下還能讓6千名重要官員在內部存活數個月，有能力指揮軍隊反擊。
堡中位於花崗岩山體挖空的洞穴，指挥所下面有巨大的弹簧和橡胶垫，能抗击核弹的直接命中。有充分糧食飲水和醫療品、電源和北美空防司令部的主要功能設備。1950年代在美蘇冷戰的相互保證毀滅格局下，美國為確保第二擊能力和政府存活力而興建。整個設施由15幢山中钢铁大楼组成，其中12幢为三层楼，其余为二层楼，911事件後有所擴建和更新。

## 影劇作品
夏延山綜合設施常出現在美國電影的劇情中，但並不開放電影公司入內拍攝。例如星際之門系列作品中，星際之門指揮部就設於此，戲份極多。